# Thecla publica
Thecla publica är en fjärilsart som beskrevs av Max Wilhelm Karl Draudt 1923. Thecla publica ingår i släktet Thecla och familjen juvelvingar. Inga underarter finns listade i Catalogue of Life.